# Kocherursprung (Schonwald)
Das Gebiet Kocherursprung ist ein mit Verordnung vom 9. November 2004 durch die Körperschaftsforstdirektion Tübingen ausgewiesener Schonwald (Schutzgebiet-Nummer 200030) in Baden-Württemberg.

## Lage
Der Schonwald liegt nördlich von Glashütte.
Der Schonwald umfasst einen Teil der Schwäbischen Alb westlich von Aalen. Er liegt im
Staatswald Aalen und umfasst die Abteilung 24 des Distriktes 8 „Kocherburg“.
Das Gebiet ist Teil des FFH-Gebiets Kochertal Abtsgmünd-Gaildorf und Rottal sowie des Vogelschutzgebiets Ostalbtrauf bei Aalen.
Die Quelle des Weißen Kochers liegt im Schonwald.
Im Schonwald liegen die Naturdenkmale Kanzelfels und Härtsfeldbahntunnel.
Im Schutzgebiet liegen die Biotope 
Felsen N Kocherursprung mit der Biotopnummer 271261366170, Buchenwald N Kocherursprung mit der Biotopnummer 271261366171,
Kanzelfels N Kocherursprung mit der Biotopnummer 271261366169, Wald am Kocherursprung O Unterkochen mit Biotopnummer 271261366172,
und Kocherursprung O Oberkochen (2) mit der Biotopnummer 271261367772.

## Geologie
Die Felsen im Gebiet bestehen aus Kalk der Massenkalk-Formation des Weißen Jura.

## Vegetation
Im Schonwald kommen laut Biotopkartierung die folgenden Pflanzen vor:
Mauerraute, Braunstieliger Streifenfarn, Pfirsichblättrige Glockenblume, Großblütiger Fingerhut, Schmalblättriges Weidenröschen, Wald-Schwingel,
Wald-Erdbeere, Gemeiner Hohlzahn, Wald-Storchschnabel, Gemeiner Efeu, Wald-Habichtskraut, Hain-Rispengras, Hasenlattich, Himbeere,
Sal-Weide, Schwarzer Holunder, Winterlinde, Bergulme, Schwarze Königskerze, Weiße Schwalbenwurz, Feuersalamander, Berg-Ahorn,
Rispige Graslilie, Milzfarn, Rundblättrige Glockenblume, Maiglöckchen, Roter Hartriegel, Gewöhnliche Hasel, Zypressen-Wolfsmilch,
Rotbuche, Schaf-Schwingel, Gemeine Esche, Wiesen-Labkraut, Wald-Labkraut, Ruprechtskraut, Leberblümchen, Dürrwurz, Oregano,
Gemeine Fichte, Echte Schlüsselblume, Purgier-Kreuzdorn, Hundsrose, Zwerg-Holunder, Tauben-Skabiose, Weiße Fetthenne, Taubenkropf-Leimkraut,
Gewöhnliche Goldrute, Echte Mehlbeere, Aufrechter Ziest, Große Brennnessel, Wolliger Schneeball, Raues Veilchen, Wanderfalke,
Blauer Eisenhut, Ähriges Christophskraut, Giersch, Kriechender Günsel, Schwarz-Erle, Gewöhnliche Haselwurz, Wald-Frauenfarn,
Schmalblättriger Merk, Hänge-Birke, Schlangen-Knöterich, Echte Zaunwinde, Nesselblättrige Glockenblume, Wald-Segge, Schöllkraut,
Wechselblättriges Milzkraut, Großes Hexenkraut, Kohldistel, Kratzdisteln, Gewöhnliche Waldrebe, Eingriffeliger Weißdorn, Zerbrechlicher Blasenfarn,
Echter Wurmfarn, Zottiges Weidenröschen, Berg-Weidenröschen, Breitblättrige Stendelwurz, Schachtelhalme, Gewöhnlicher Wasserdost, Mandelblättrige Wolfsmilch,
Bach-Nelkenwurz, Echte Nelkenwurz, Flutender Schwaden, Stinkende Nieswurz, Großes Springkraut, Knäuel-Binse, Wald-Witwenblume,
Gefleckte Taubnessel, Frühlings-Platterbse, Kleine Wasserlinse, Ausdauerndes Silberblatt, Wasserminze, Wald-Bingelkraut, Mauerlattich,
Echte Brunnenkresse, Rohrglanzgras, Ährige Teufelskralle, Gelappter Schildfarn, Hasenlattich, Kleine Braunelle, Kriechender Hahnenfuß,
Himbeere, Stumpfblättriger Ampfer, Korb-Weide, Roter Holunder, Knotige Braunwurz, Fuchssches Greiskraut, Vogelbeere, Wald-Ziest,
Echter Baldrian, Kleines Immergrün, Wasseramsel, Spitzahorn, Wald-Zwenke, Bitteres Schaumkraut, Gemeine Hainbuche, Gewöhnlicher Dornfarn,
Mädesüß, Gewöhnliche Goldnessel, Einjähriges Rispengras, Geflügelte Braunwurz, Bachbunge, Gewöhnlicher Schneeball, Feldahorn, Genfer Günsel,
Gemeine Akelei, Fieder-Zwenke, Aufrechte Trespe, Weidenblättriges Ochsenauge, Blaugrüne Segge, Berg-Segge, Berg-Flockenblume,
Waldvöglein, Weißdorne, Echter Seidelbast, Drahtschmiele, Waldmeister, Breitblättriges Laserkraut, Berg-Platterbse, Rote Heckenkirsche,
Behaarte Hainsimse, Wiesen-Wachtelweizen, Vogel-Nestwurz, Traubeneiche, Kleiner Wiesenknopf, Elsbeere, Straußblütige Wucherblume,
Berg-Leinblatt, Heidelbeere, Wicken, Kolkrabe.

## Schutzzweck
Der Schutzzweck des Schonwalds ist gemäß Schutzgebietsverordnung
- Erhaltung und Förderung eines standortstypischen und naturnahen Waldökosystems im Bereich des Kocherursprungs. Es wird von verschiedenen, an die Standorte der Weißjurahänge sowie an die Feuerstein-Schlufflehm-Standorte angepassteWaldgesellschaften gebildet (Schluchtwälder, Weißjura-Hangbuchenwälder, Heidelbeer-Buchenwälder) und beheimatet zahlreiche Tier und Pflanzenarten;
- Erhaltung des Vorkommens der Lebensraumtypen sowie der Arten und deren Lebensstätten im Sinne der FFH- und der EU-Vogelschutzrichtlinie.

## Betreuung
Wissenschaftlich betreut wird der Schonwald durch die Forstliche Versuchs- und Forschungsanstalt Baden-Württemberg (BVA).